# Grande chanceler
O Grande Chanceler é a máxima autoridade de uma universidade católica. Apesar de ser a máxima autoridade universitária, o Grande Chanceler não exerce a autoridade académica nas Universidades Católicas, a qual está reservada para o Reitor, mas que só exerce a autoridade eclesiástica, servindo como nexo entre a Universidade e a hierarquia eclesiástica, dado o carácter católico destes campi.
Geralmente ostenta este cargo o Arcebispo ou Bispo diocesano do lugar onde está erigida a Universidade. Não obstante, quando a Universidade está a cargo de uma Congregação religiosa, exercerá este cargo o superior local daquela ordem.
Quando o Grande Chanceler é, ao mesmo tempo diocesano do lugar onde está erigida a universidade ou superior da ordem a cargo da universidade, este geralmente delega a sua potestade no Bispo auxiliar, e à falta deste, num presbítero que ocupa o cargo de Vice-Grande Chanceler, o que lhe permite desenvolver o seu próprio trabalho de uma melhor maneira e assim não desatentar às necessidades da universidade.